# Agyagszínű rigó
Az agyagszínű rigó (Turdus grayi) a madarak osztályának verébalakúak (Passeriformes)  rendjébe és a rigófélék (Turdidae) családjába tartozó faj.
Costa Rica nemzeti madara.

## Rendszerezése
A fajt Charles Lucien Jules Laurent Bonaparte francia természettudós írta le 1838-ban.

## Alfajai
- Turdus grayi tamaulipensis (Nelson, 1897) - Texas déli része, valamint északkelet- és kelet-Mexikó
- Turdus grayi microrhynchus (Lowery & R. J. Newman, 1949) - közép-Mexikó
- Turdus grayi lanyoni (Dickerman, 1981) - dél-Mexikó, észak-Guatemala és dél-Belize
- Turdus grayi yucatanensis (A. R. Phillips, 1991) - Yucatán-félsziget (délkelet-Mexikó) és észak-Belize
- Turdus grayi linnaei (A. R. Phillips, 1966) - dél-Mexikó csendes-óceáni partvidéke
- Turdus grayi grayi (Bonaparte, 1838) - dél-Mexikó belső része és nyugat-Guatemala
- Turdus grayi megas (W. Miller & Griscom, 1925) - nyugat-Guatemala, Honduras, Salvador és Nicaragua
- Turdus grayi casius (Bonaparte, 1855) -  Costa Rica, Panama és északnyugat-Kolumbia [2]

## Előfordulása
Az Amerikai Egyesült Államok déli részén, valamint Mexikó, Belize, Costa Rica, Guatemala, Honduras, Nicaragua, Salvador, Panama és Kolumbia területén honos. 
Természetes élőhelyei a szubtrópusi és trópusi száraz erdők, síkvidéki esőerdők, valamint emberi környezet. Állandó, nem vonuló faj.

## Megjelenése
Testhossza 27 centiméter, testtömege 65-86 gramm. A fekete rigóval ellentétben ennél a madár fajnál nincs nemi kétalakúság.
|  |

## Életmódja
Gerinctelenekkel (rovarokkal, gilisztákkal) táplálkozik, valamint gyümölcsöt fogyaszt.

## Szaporodása
Fészekalja 2-4 kékes színű tojásból áll.
|  |

## Természetvédelmi helyzete
Az elterjedési területe rendkívül nagy, egyedszáma stabil. A Természetvédelmi Világszövetség Vörös listáján nem fenyegetett fajként szerepel.